# Delias hyperapproximata
Delias hyperapproximata är en fjärilsart som beskrevs av Rothschild 1915. Delias hyperapproximata ingår i släktet Delias och familjen vitfjärilar. Inga underarter finns listade i Catalogue of Life.